# Rinque de patinagem
Rinque de patinagem (português europeu) ou rinque de patinação (português brasileiro) é uma superfície delimitada com paredes com cerca de 1 m de altura em cimento ou madeira no caso do hóquei em patins ou com gelo no caso do hóquei no gelo. 

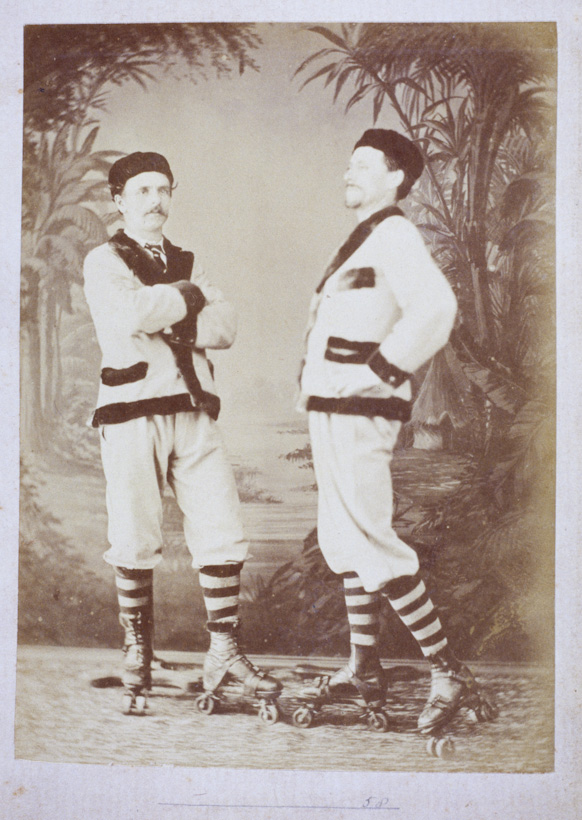
1º Rink em na cidade de São Paulo (1878).

No rinque de madeira ou em cimento usam-se os patins de rodas, de quatro rodas, ou os patins em linha, de três ou quatro rodas. e no gelo os patins de gelo com uma peça metálica em forma de "faca".

## Etimologia
A palavra rinque deriva de rink, uma palavra escocesa que significa pista e era utilizada originalmente para designar o local onde se joga o curling. Com o tempo, rink passou a designar superfícies utilizadas para a prática de outros desportos sobre gelo, como o hóquei no gelo. Em português, o rinque está associado sobretudo a recintos para a prática de modalidades e atividades sobre patins, incluindo o hóquei em patins.
Não confundir com «ringue» (derivado de ring, palavra inglesa), estrado elevado utilizado na prática do boxe e de outras modalidades de luta.

## Imagens

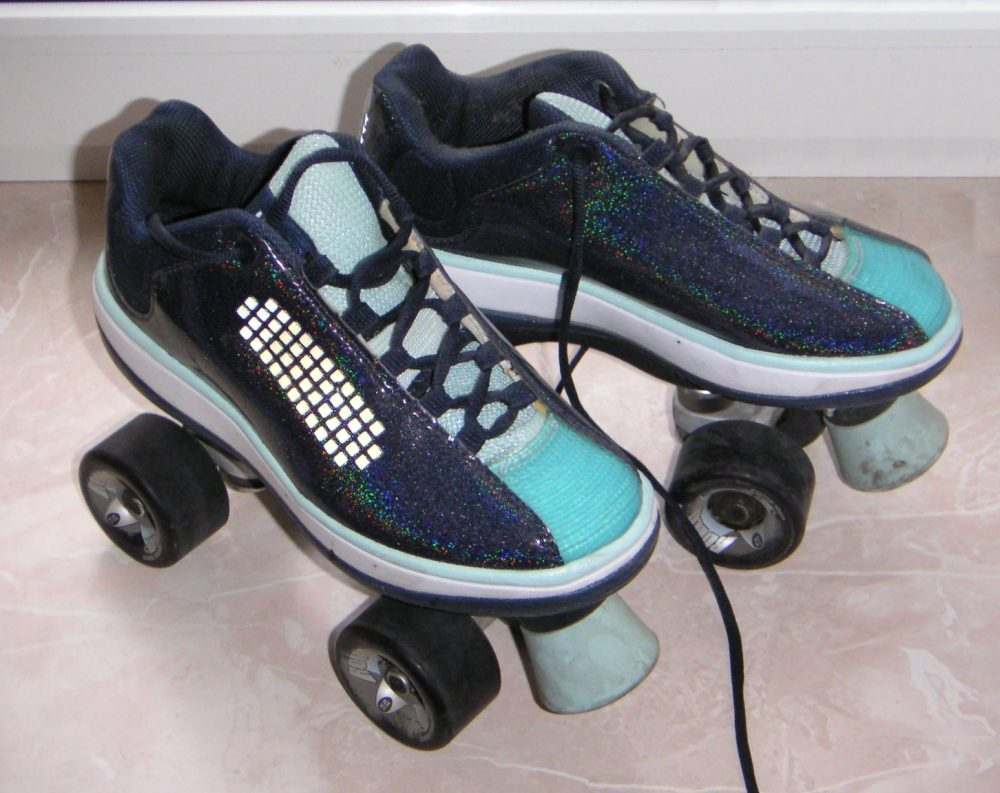
Patins de rodas
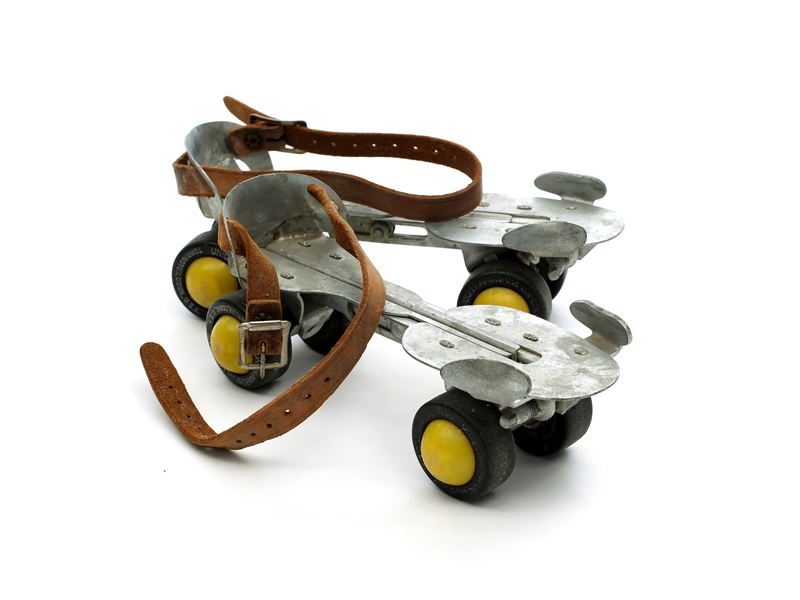
Antigos patins de rodas
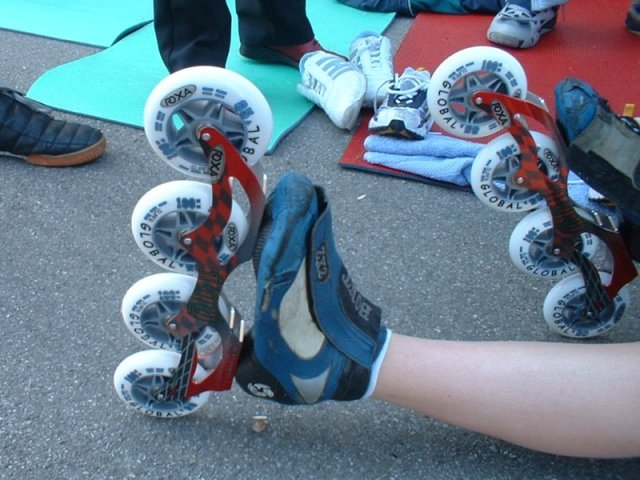
Patins em linha
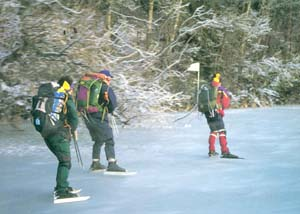
Patinadores no gelo
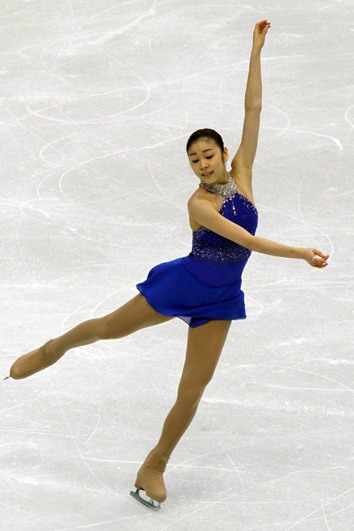
Patinadora no gelo
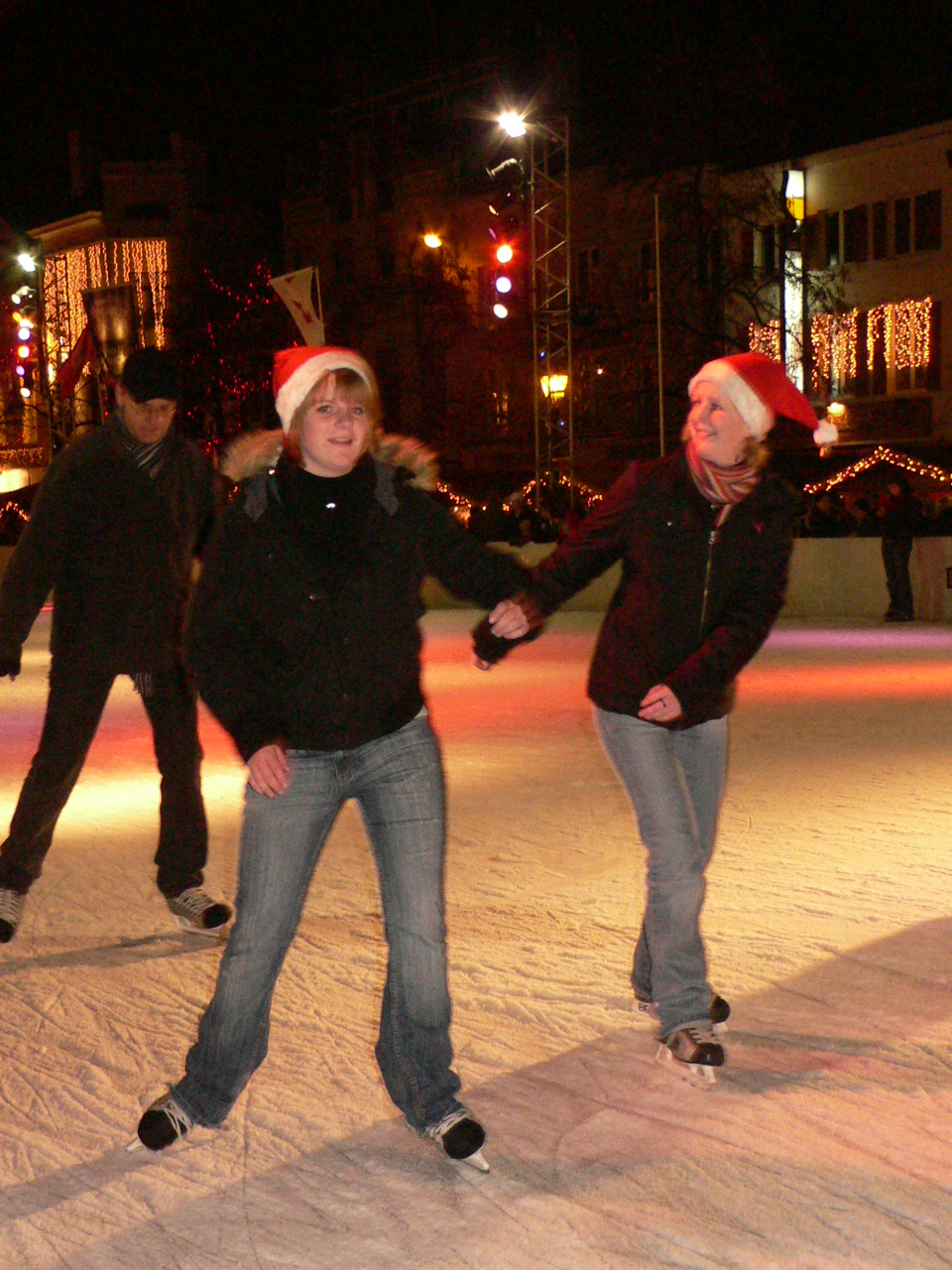
Patinagem no gelo